# Brève de Schneider
Hydrornis schneideri
Espèce
Statut de conservation UICN

 VU C2a(i) : Vulnérable
La Brève de Schneider (Hydrornis schneideri) est une espèce de passereaux de la famille des Pittidae.

## Répartition et habitat
Cet oiseau est endémique de l'île de Sumatra en Indonésie. Elle vit sur le sol et dans les sous-bois des forêts tropicales humides situées entre 900 et 2 400 m d'altitude.